# Jean-Paul Saint-Laurent
Pour les articles homonymes, voir Saint-Laurent.
Jean-Paul Stephen Saint-Laurent (né le 23 avril 1912 et mort le 22 décembre 1986) est un avocat et homme politique fédéral du Québec.

## Biographie
Né à Québec, il devint député du Parti libéral du Canada dans la circonscription de Témiscouata lors d'une élection partielle survenue en 1955 après la nomination au Sénat du député Jean-François Pouliot. Réélu en 1957, il fut défait en 1958.
Son père, Louis Stephen Saint-Laurent, fut premier ministre du Canada de 1948 à 1957.